# Sven Mayer
Sven Mayer (* 18. Februar 1989) ist ein deutscher Informatiker. Er ist Professor für Mensch-KI-Interaktion an der Technischen Universität Dortmund.

## Biographie
Nach dem Studium der Informatik an der Universität Stuttgart arbeitete Sven Mayer dort von 2014 bis 2019 als wissenschaftlicher Mitarbeiter. Ebenfalls an der Universität Stuttgart promovierte er 2019 mit dem Thema „Finger Orientation as an Additional Input Dimension for Touchscreens“ bei Niels Henze. Von 2019 bis 2020 war er Postdoc an der Carnegie Mellon University in den USA. 2020 wechselte er an die Ludwig-Maximilians-Universität als Juniorprofessor am Lehrstuhl für Medieninformatik. Seit 2025 ist er Professor am Lehrstuhl für Human-AI-Interaction an der Technischen Universität Dortmund.